# 720 (число)
720 (семьсот двадцать) — натуральное число, расположенное между числами 719 и 721. Оно не является простым числом, а относительно последовательности простых чисел расположено между 719 и 727.

## В математике
- 720 является чётным трёхзначным числом.
- 720 — круглое число в десятичной системе счисления (в обобщённом смысле).
- Число 720 является факториалом[2] числа 6 ↓120, ↑5040 .
- Кроме того, число 720 — единственный факториал, который делится не на каждую из своих ненулевых цифр.
- 720 — число харшад (делится нацело на сумму своих цифр)[3].
- 720 — 241-угольное число[4].
- Число 720 можно представить в виде произведения последовательных чисел двумя способами: 720 = 1 × 2 × 3 × 4 × 5 × 6 и 720 = 8 × 9 × 10[5].

## В других областях

### Годы
- 720 год.
- 720 год до н. э.
- 720-е.
- 720-е до н. э.

### В науке и технике
- NGC 720 — галактика в созвездии Кит.
- 720 — модель самолёта компании Boeing
- 720p — стандартное вертикальное разрешение экрана HDTV.